# 1943 en arts plastiques
| Années des arts plastiques : 1940 - 1941 - 1942 - 1943 - 1944 - 1945 - 1946    |
| Décennies des arts plastiques : 1910 - 1920 - 1930 - 1940 - 1950 - 1960 - 1970 |

Cette page concerne l'année 1943 en arts plastiques.

## Œuvres

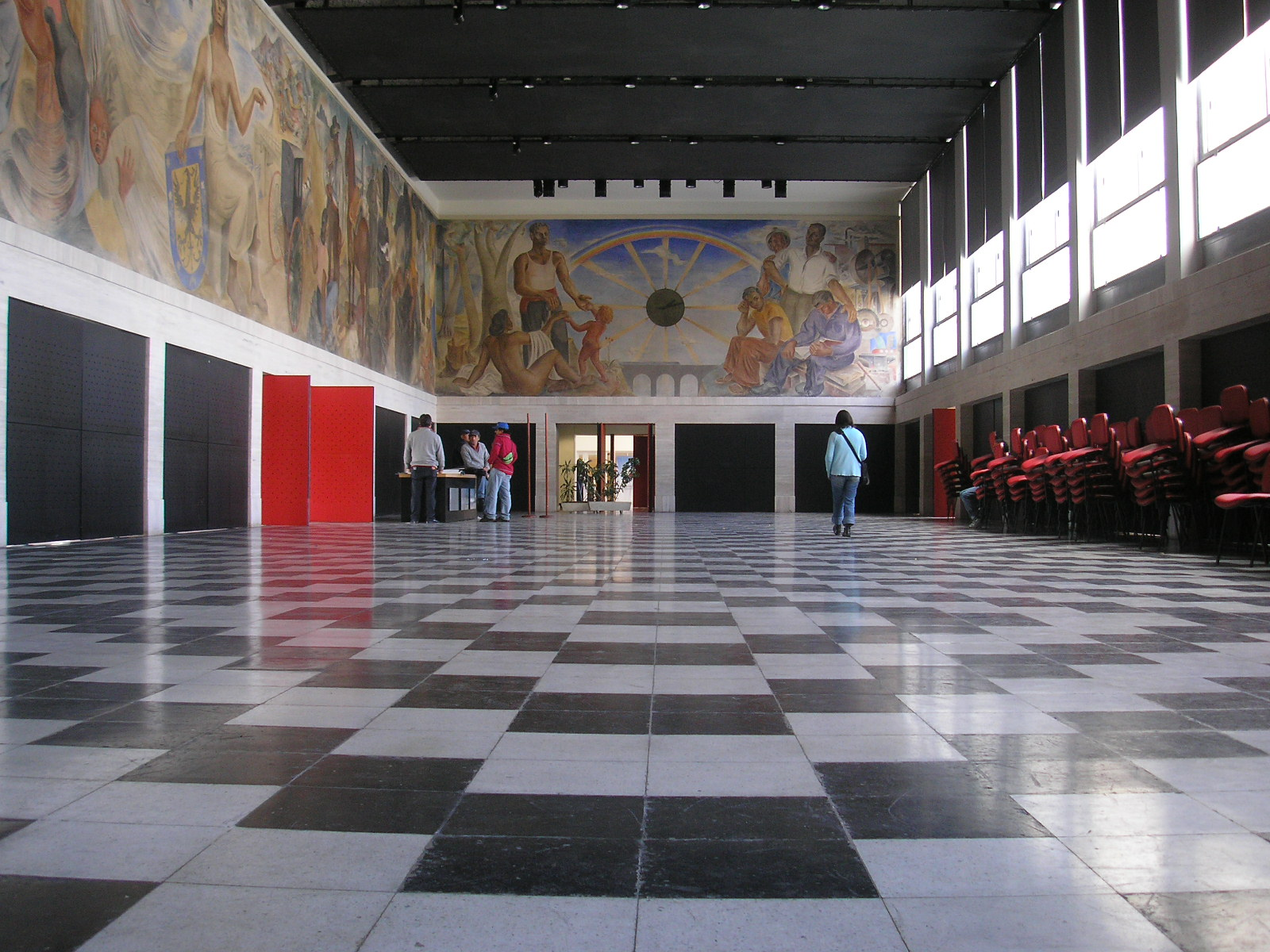
Vue de la fresque Historia de Concepción de Gregorio de la Fuente, dans le hall de l'ancienne.

- Le Jongleur, huile sur toile de Marc Chagall.
- Historia de Concepción, fresque de Gregorio de la Fuente à Concepción, au Chili.

## Naissances
- ? janvier : Zhao Xucheng, peintre chinois,
- 19 janvier : Frédéric Brandon, peintre français,
- 21 février : Francis Herth, peintre, dessinateur, sculpteur, graveur, lithographe et illustrateur français († 25 septembre 2018),
- 22 février : Dragoš Kalajić, peintre, journaliste, écrivain et homme politique yougoslave puis serbe († 22 juillet 2005),
- 10 mars : Pierre Eychart, peintre français († 25 novembre 2013),
- 19 mars : Hans Coumans, peintre néerlandais († 16 novembre 1986),
- 23 avril : Frans Koppelaar, peintre néerlandais,
- 6 mai :
  - Paweł Jocz, sculpteur, peintre et graphiste polonais († 21 octobre 2008),
  - James Turrell, artiste américain,
- 28 mai : Irio Ottavio Fantini, illustrateur italien († 22 mai 2009),
- 30 mai : Alfred Liyolo, sculpteur congolais († 1er avril 2019),
- 22 juin : Gordon Matta-Clark, artiste plasticien américain († 27 août 1978),
- 8 juillet : Guido Marzulli, peintre italien,
- 12 juillet : Christian Sauvé, peintre français († 11 janvier 2023),
- 17 juillet : Jean Mazeaufroid, peintre et poète français († 4 octobre 2001),
- 18 juillet : Gérard Tolck, peintre, graveur et sculpteur suisse († 10 août 2005),
- 14 août : Eli Content, peintre, dessinateur et collagiste néerlandais († 19 mai 2022),
- 17 août : Mykola Chmatko, sculpteur et peintre soviétique puis ukrainien († 15 septembre 2020),
- 26 août : Rolf Rafflewski, peintre, dessinateur, illustrateur et lithographe allemand,
- 28 août : Pierre Risch, peintre, graveur et lithographe français,
- 12 septembre : Olivier Giroud, sculpteur français,
- 13 septembre : Luis Eduardo Aute, musicien, auteur-compositeur-interprète, réalisateur de cinéma, acteur, sculpteur, écrivain, peintre et poète espagnol  († 4 avril 2020),
- 14 septembre : Jacky Chevaux, peintre, graveur et illustrateur français († 7 juillet 1995),
- 3 novembre :
  - Geneviève Dumont, plasticienne, peintre et sculptrice française († 1986),
  - Nancy Davidson, artiste et sculptrice américaine,
- 5 novembre : Marc Devade, peintre et écrivain français († 31 octobre 1983),
- 7 novembre : Joni Mitchell, musicienne et peintre canadienne,
- 22 novembre : Henry Tayali, peintre et graveur zambien († 22 juillet 1987),
- 29 novembre, Gilles Brenta, peintre belge,
- 30 novembre : Annette Messager, artiste contemporaine française,
- 13 décembre : Thomas Papadoperakis, peintre grec († 12 septembre 2002).

- ? : 
  - Seydou Barry, peintre sénégalais († 21 août 2007),
  - Monique Frydman, peintre française,
  - Inumaki Kenji, peintre japonais,
  - Ana Maria Pacheco, sculptrice, peintre et graveuse brésilienne,
  - Emilio Prini, peintre, dessinateur et photographe italien († 1er septembre 2016),
  - Nakano Takeo, peintre japonais,
  - Shen Xinggong, peintre chinois.

## Décès
- 2 janvier : Franz Courtens, peintre belge (° 4 février 1854),
- 4 janvier : Martin Monnickendam, peintre et dessinateur néerlandais (° 25 février 1874),
- 5 janvier : Adolphe Gumery, peintre français (° 5 avril 1861),
- 8 janvier : Émile Perrin, peintre, graveur, architecte et décorateur français (° 19 mai 1883),
- 9 janvier : Robert Antoine Pinchon, peintre postimpressionniste français (° 1er juillet 1886),
- 10 janvier : Georges Scott, peintre et illustrateur français (° 10 juin 1873),
- 11 janvier : Ivan Vavpotič, peintre austro-hongrois puis yougoslave (° 21 février 1877),
- 13 janvier :
  - Jean-Louis Brémond, peintre paysagiste et graveur français (° 22 novembre 1858),
  - Sophie Taeuber-Arp, peintre, sculptrice et danseuse suisse (° 19 janvier 1889),
- 22 janvier : Maurice Dainville, peintre français (° 24 avril 1856),
- 24 janvier : Léon Coutil, peintre, graveur, archéologue et historien local français (° 13 octobre 1856),
- 29 janvier : François Cachoud, peintre français (° 23 octobre 1866),
- 31 janvier : Ferdinand Luigini, graveur et peintre français (° 5 mai 1870),
- 4 février : Sergueï Miloradovitch, peintre d'histoire et de scènes de genre russe puis soviétique, enseignant et académicien de l'Académie russe des beaux-arts (° 16 juillet 1851),
- 9 février : Dmitri Kardovski, peintre, illustrateur et décorateur de théâtre russe puis soviétique (° 5 septembre 1866).
- 14 février : Bô Yin Râ (Joseph Anton Schneiderfranken), peintre allemand (° 25 novembre 1876),
- 15 février : Victor Prouvé, artiste français (° 13 août 1858),
- 16 février : Georges Rivière, peintre et critique d'art français (° 29 mars 1855),
- 17 février :
  - Charles Balay, peintre miniaturiste français (° 29 septembre 1861),
  - Constantin Bogaïevski, peintre russe puis soviétique (° 24 janvier 1872),
- 5 mars : Vassili Millioti, peintre russe puis soviétique (° 17 février 1875),
- 7 mars :
  - Jean Hébert-Stevens, peintre et maître-verrier français (° 27 juillet 1888),
  - Abraham Mordkhine, peintre impressionniste franco-russe (° 10 mai 1873),
- 9 mars : Otto Freundlich, sculpteur et peintre allemand (° 10 juillet 1878),
- 10 mars : Otto Modersohn, peintre allemand (° 22 février 1865),
- 11 mars : Léon Weissberg, peintre polonais (° 18 janvier 1893),
- 18 mars : François Thévenot, peintre et illustrateur français (° 29 décembre 1856),
- 19 mars : Fujishima Takeji, peintre japonais (° 15 octobre 1867),
- 25 mars : Dominique Peyronnet, peintre français (° 23 septembre 1872),
- 11 avril : 
  - Louis Denis-Valvérane, peintre et illustrateur français (° 20 septembre 1870),
  - Paul Thiriat, graveur, lithographe et peintre français (° 30 décembre 1868).
- 13 avril : Gustave Maunoir, peintre suisse (° 8 septembre 1872),
- 15 avril : Aristarkh Lentoulov, peintre russe (° 4 janvier 1882),
- 27 avril : Edmond Tapissier, peintre, cartonnier, lithographe et illustrateur français (° 14 juin 1861),
- 12 mai : Antony Damien, peintre postimpressionniste français (° 1858),
- 17 mai : Jean-Louis Boussingault, peintre, graveur et illustrateur français (° 8 mars 1883),
- 25 mai : Nils von Dardel, peintre suédois (° 25 octobre 1888),
- 6 juin : Nakamura Fusetsu, peintre japonais (° 19 août 1866),
- 11 juin : Jean Albert Grand-Carteret, peintre français (° 14 juin 1903),
- 12 juin : Henri Delavallée, peintre français (° 24 avril 1862),
- 16 juin : Jean Émile Laboureur, peintre, dessinateur, graveur, aquafortiste, lithographe et illustrateur français (° 16 août 1877),
- 27 juin :
  - René Delame, peintre et industriel français (° 11 juillet 1861),
  - Nanic Osterlind, aquarelliste français (° 11 février 1909),
- 2 juillet : Frédéric Dufaux, peintre suisse (° 12 juillet 1852),
- 9 juillet :  Stevan Čalić, peintre serbe puis yougoslave (° 14 décembre 1892),
- 4 août : Helena Emingerová, illustratrice, graphiste et peintre austro-hongroise puis tchécoslovaque (° 17 août 1858),
- 6 août : René Hanin, peintre français (° 25 février 1871),
- 7 août : Sarah Henrietta Purser, peintre et vitrailliste irlandaise (° 22 mars 1848),
- 8 août : Plinio Nomellini, peintre italien du divisionnisme (° 6 août 1866),
- 12 août :  Alcide Le Beau, peintre français (° 29 juillet 1873),
- 16 août : Italico Brass, peintre italien (° 14 décembre 1870),
- 17 août : Henri-Jules Barjou, peintre, aquarelliste et aquafortiste français (° 29 avril 1875),
- 22 août : Anders Castus Svarstad, peintre et graveur norvégien (° 22 mai 1869),
- 27 août : Salomon Garf, peintre néerlandais (° 6 décembre 1879),
- ? : Adolf Behrman, peintre juif polonais (° 13 juillet 1876),
- 8 septembre :
  - Théodore Dubé, peintre français d'origine canadienne (° 7 avril 1861),
  - Julien Thibaudeau, peintre français (° 14 février 1859),
- 9 septembre :
  - Aleksandrs Apsītis, peintre, graphiste et illustrateur letton († 6 avril 1880),
  - Chaïm Soutine, peintre russe naturalisé français (° 9 juin 1893),
- 20 septembre : Émile Brunet, peintre français (° 30 août 1871),
- 1er octobre : Alfred Marzin, peintre français (° 9 février 1880),
- 8 octobre : Michel Fingesten, peintre, dessinateur et graveur d'origine austro-hongroise (° 18 avril 1884),
- 10 octobre : Emma Maria Walrond, peintre néo-zélandaise (° 1859),
- 18 octobre : Émile Beaussier, peintre français (° 31 décembre 1874),
- 3 novembre : Henri Deluermoz, peintre et illustrateur français (° 9 décembre 1876),
- 4 novembre : Joseph Meissonnier, peintre français (° 4 mai 1864),
- 5 novembre : Georges A. L. Boisselier, peintre français (° 15 mars 1876),
- 12 novembre : Henri Martin, peintre post-impressionniste français (° 5 août 1860),
- 13 novembre : Maurice Denis, peintre, décorateur, graveur, théoricien et historien de l'art français (° 25 novembre 1870),
- 21 novembre : Rihard Jakopič, peintre serbe puis yougoslave (° 12 avril 1869),
- 26 novembre : Georges de Feure, peintre, affichiste et designer de meubles, d'objets décoratifs et d'aéroplanes français (6 septembre 1868),
- ? novembre : Jules Agard, peintre et sculpteur français (° 6 octobre 1871),
- 4 décembre : Firmin Baes, peintre belge (° 19 avril 1874),
- 9 décembre :
  - René-Marie Castaing, peintre français (° 16 décembre 1896),
  - Georges Dufrénoy, peintre français (° 20 juin 1870),
  - Georges Griveau, peintre et graveur français (° 26 janvier 1863),
- 11 décembre : Georges Degorce, peintre et graveur au burin français d'origine belge (° 25 mai 1894),
- 13 décembre : Ivan Klioune, peintre, graphiste et sculpteur russe puis soviétique (° 20 août 1873),
- 17 décembre : Bernard de Hoog, peintre hollandais (° 19 novembre 1866),
- 20 décembre :
  - Josef Block, peintre allemand (° 27 novembre 1863),
  - Marcel Slodki, peintre polonais (° 11 novembre 1892),
- 22 décembre : Nathalie Kraemer, peintre française (° 28 avril 1891),
- 23 décembre : Max-Albert Decrouez, peintre paysagiste français (° 9 mars 1878),
- 26 décembre : Joseph Lamberton, peintre et sculpteur français (° 12 octobre 1867),
- ? :
  - Ottorino Andreini, peintre, illustrateur et affichiste italien (° 1872),
  - Georges Ascher, peintre polonais (° 1884),
  - Alexandre Bonin, peintre français (° 11 mars 1876),
  - Georges Castex, peintre français (° 1860),
  - Palma d'Annunzio Daillion, peintre, sculptrice et graveuse en médailles française d'origine italienne (° 17 mars 1863),
  - Julien Denisse, peintre français (° 1866),
  - Plinio Nomellini, peintre italien du divisionnisme (° 1866),
  - Georges Picard, peintre, décorateur et illustrateur français (° 23 décembre 1857),
  - Georges Redon, peintre, dessinateur, caricaturiste, affichiste, graveur et lithographe français (° 16 novembre 1869),
  - Georges Rivière, peintre et critique d'art français (° 1855),
  - Moshe Rynecki, peintre polonais d'origine juive (° 1881),
  - Paul Tavernier, peintre français (° 31 janvier 1852),
  - Honoré-Louis Umbricht, peintre français (° 1860),
  - Valentine Val, peintre française (° 1870).